# Révész Bálint

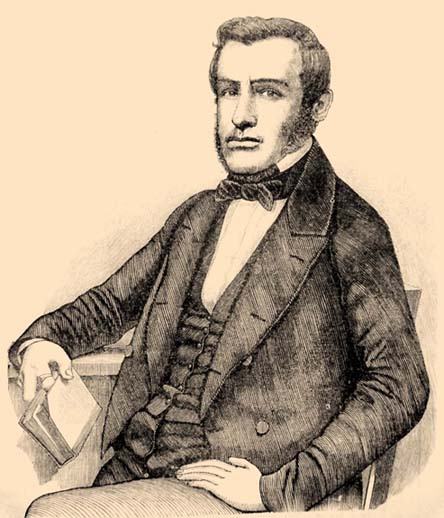
Illusztráció a Vasárnapi Ujság 1857. évi 2. számában

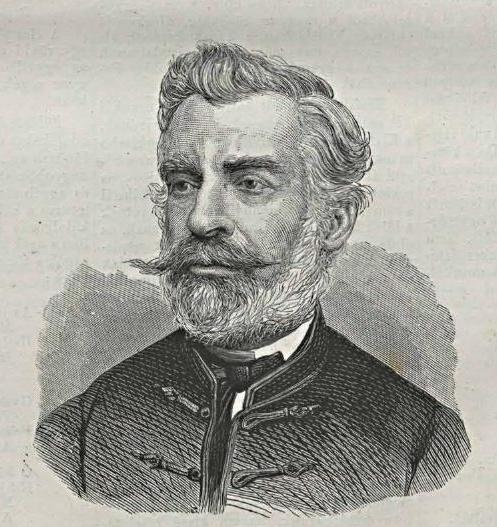
Révész Bálint portré

Révész Bálint, (Debrecen, 1816. január 16. – Debrecen, 1891. október 8.) református lelkész, a Tiszántúli református egyházkerület püspöke 1871-től haláláig.

## Életpályája
1816-ban született iparos családban, édesapja Révész János, édesanyja Simon Mária volt. Tanulmányait szülővárosában végezte, ahol 1838 és 1841 között főiskolai köztanító és végül szenior is volt. 1842-ben a gyakorlati teológia tanárául választatván, Lőcsén (hol a német nyelvet is elsajátította), Hajdúszoboszlón és Hajdúböszörményben lelkészi gyakorlatot folytatott, majd 2 évig külföldön tanult és néhány német egyetemet (berlini, baseli, hallei, göttingeni, giesseni, heidelbergi, és lipcsei) látogatott meg.  1844. november 5-én foglalta el Debrecenben tanári állását.
1846-ban nősült, mikor is elvette Debrecen főügyészének, Medgyaszay Sámuelnek Julianna nevű lányát. Házasságukból két gyermekük született; egy Gyula nevű fia, aki 6 évesen halt meg, és egy Emylia nevű lánya, aki 17 évet élt.
A szabadságharc idején nemzetőr századosként szolgált Bem seregében, részt vett az Erdélyi hadjáratban is.  1855-ben meghalt Fésős András debreceni lelkész és utódjául a nagyszerű szónoki képességekkel megáldott Révészt választották utódjául. 1856-ban a tiszántúli egyházkerület főjegyzője lett. 1859-ben nagy erőfeszítéseket tett a Thun-pátens ellen. 1860-ban a debreceni egyházmegye esperese, 1871. április 3-án pedig püspök lett. 
Később királyi tanácsosi címet kapott és a főrendiházba is bejutott hivatalánál fogva, bár ott csak egyszer jelent meg. Tagja volt az egyetemes konventnek és a debreceni zsinatnak, valamint a magyar protestáns irodalmi társaság választmányának.  Püspöki hivatalosodásának ideje alatt fejeződött be a debreceni főiskola megkezdett kiegészítése. A debreceni főiskola háta mögötti „kunyhósort” (a nagyabb diákok lakhelye) előde Balog Péter elbontatta, s helyette egy új kétemeletes épület felállításába kezdett, de befejezni már nem tudta, így ez a feladat Révészre hárult. A teológiai képzésen háromról ötre nőtt a tanárok száma, a jogi képzés 3 új tanszéket kapott, a tanítóképző állandó igazgatót és három új tanárt nyert az intézet mellé gyakorlóiskolát is építettek. Mindent elkövetett azért, hogy a Főiskolát egyetemmé fejlessze.
1891. október 8-án délután fél háromkor hunyt el, halálát a város négy református templomának összes harangja jelezte. Ravatalát a Főiskoladísztermében állították fel. Temetésére három nappal később került sor, melyen a protestáns világ egyházi és világi vezetői is nagy számmal vettek részt; többek között ott volt Kun Bertalan, Szász Károly, Szász Domokos és Zelenka Pál.

## Főbb művei
- Vasárnapi, ünnepi és alkalmi imádságok templomi használatra (Debrecen, 1847, 3. kiad. uo. 1864);
- Köznapi imádságok templomi használatra (uo. 1850, 2. kiad. uo. 1861);
- Isten az én szívemnek kősziklája. Imakönyv protestáns keresztyének számára. Ugyanott, 1851)
- Imakönyv prot. keresztények számára (uo. 1851. 4. kiad. uo. 1891);
- Egyházszertartási beszédek (uo. 1853, 2. kiad. Budapest 1889);
- Halotti imádságok (Debrecen 1892);
- Halotti és alkalmi imádságok (uo. 1892);
- Oratiók és halotti egyházi beszédek (uo. 1893);
- Ünnepi és évszaki egyházi beszédek (uo. 1893);
- Ünnepi, évszaki és alkalmi egyházi beszédek (uo. 1893);
- Halotti egyházi beszédek és alkalmazások (életrajzával együtt, melyet a halála után megjelent köteteket sajtó alá rendező Csiky Lajos irt, uo. 1894).
- Kiadta Lakatos József és Szoboszlai Pap István több kötet prédikációját.

Cikkei a Protestáns Népkönyvtárban (III. 1857. Fésős András tiszántúli református egyházkerületi főjegyző és debreczeni lelkipásztor emléke); a Magyar Protestáns Figyelmezőben (II. 1871. A tiszántúliak válasza a francia református hit rokonok zsinati meghívó levelére 1871. okt. 10. Debreczen); a Debreceni Református Főgimnázium Értesítőjében (1878. beiktató beszéde); a Czelder által szerk. Lelkészi tárban (1881. néhány alkalmi beszéde). 
Szerkesztésében jelent meg a népies olvasmányokat tartalmazó Egyházi könyvtár (8 füzet, 1858-59).

### Gyászbeszédek
- Néh. bárczai Bárczay Zsuzsánna k. a. emléke halotti beszédben. Uo. 1855.
- Gyászünnepély Szoboszlai Pap István emlékének... 1855. aug. 16. Uo. 1855. (Balog Péter gyászbeszédével együtt.)
- Gyászbeszédek és imák, mellyekben néh. Mező-Szentgyörgyi Matkovich Albert Rhédei Anna aszszonynak korán elhalt kedves férje boldogult koporsójának az eddigi sirból, a bánatos özvegy által építtetett uj sirboltba áttétele megható ünnepélyén a női szeretet nagyságát és halhatatlanság hitének valódiságát felmutatta... Uo. 1855. (Szatmári Pap Sámuel Keserv-ima cz. munkájával együtt.)
- Gyászünnepély, mely tartatott néh. borosjenői id. Tisza Lajos urnak temetése alkalmával Geszten 1856. aug. 26. napján. Uo. 1857. (Balogh Péterrel együtt.)
- Széki gr. Teleki László emlékezete. Alkalmi beszéd. Uo. 1861.
- Halotti egyházi beszéd Tisza Lajos özvegye, Teleki Juliánna grófnő végtisztessége alkalmával. Uo. 1863.
- Halotti beszéd Váradi Szabó János felett Debreczenben 1864. márcz. 14. Uo. 1864.
- Halotti ima és elmélkedés Illésy János gyászünnepélye alkalmával. Uo. 1867.
- Halotti egyházi beszédek és alkalmazások. Uo. 1894. (Életrajzával. A halála után megjelent köteteket «R. B. hátrahagyott irodalmi művei» gyűjtőcímmel, sajtó alá rendezte és kiadta Csiky Lajos.)